# Осман бей (депутат в Учредителното събрание)
Осман бей е управлявал Провадия в драматичното време на Руско-турската освободителна война.
Няма данни за неговата рождена дата, според някои източници майка му е българка.
Бил е европейски образован, богат земевладелец, един от първите, които закупуват машинен инвентар за земеделието още през 1869 г. До 1879 г. е мюдюрин на Провадия.
За запазване на реда и спокойствието в Провадия след началото на руско-турската война е образувана една Привременна комисия от десет видни провадийци – петима турци, четирима българи и един евреин. Комисията се председателствува от Осман бей. Под неговото ръководство мюсюлмани и християни сключват писмено споразумение, че се задължават взаимно да опазват живота и имуществото си.
„Като пълномощник на турското население в града, дори и с риск на живота си, аз ще се възпротивя най-енергично на Вашето посегателство. Същото ще направя, ако войската се опита и да ограби българското население.“ – заявява Осман бей пред турския аскер изпратен да плячкоса Провадия преди пристигането на руските войски.
Провадийци изразяват обичта и почитта си към своя мъдър съгражданин, като го избират за депутат в Учредителното събрание в Търново през 1879 г. от Варненски окръг. Един от двамата депутати мюсюлмани, които са избрани от народа.
През 1881 г. е избран за депутат във Второто велико народно събрание, а през 1884 за депутат в 4-то ОНС.
След Освобождението продължава да живее в Провадия, по-късно се заселва в Цариград. Автор е на брошура, която разяснява правата на мюсюлманите според Търновската конституция. 
Умира в Истанбул.

## Памет
Улица в Провадия е наречена на негово име.